# Paul Jaeckel
Paul Jaeckel (Eisenhüttenstadt, 22 luglio 1998) è un calciatore tedesco, difensore del Preußen Münster.

## Caratteristiche tecniche
È un difensore centrale.

## Carriera

### Club
Cresciuto nel settore giovanile del Wolfsburg, ha esordito in prima squadra il 7 aprile 2018 disputando l'incontro di Bundesliga vinto 2-0 contro il Friburgo. Il 30 agosto 2018 è stato ceduto a titolo definitivo al Greuther Fürth.

### Nazionale
Ha giocato nelle nazionali giovanili tedesche Under-18, Under-19, Under-20 ed Under-21; con quest'ultima nel 2021 ha anche vinto gli Europei di categoria.

## Statistiche
Statistiche aggiornate all'8 luglio 2020.

### Presenze e reti nei club
| Stagione              | Squadra               | Campionato            | Campionato | Campionato | Coppe nazionali | Coppe nazionali | Coppe nazionali | Coppe continentali | Coppe continentali | Coppe continentali | Altre coppe | Altre coppe | Altre coppe | Totale | Totale | Totale |
| Stagione              | Squadra               | Comp                  | Pres       | Reti       | Comp            | Pres            | Reti            | Comp               | Pres               | Reti               | Comp        | Pres        | Reti        | Pres   | Reti   |        |
| --------------------- | --------------------- | --------------------- | ---------- | ---------- | --------------- | --------------- | --------------- | ------------------ | ------------------ | ------------------ | ----------- | ----------- | ----------- | ------ | ------ | ------ |
| 2017-2018             | Wolfsburg II          | RL                    | 12         | 0          |                 | -               | -               |                    | -                  | -                  |             | -           | -           | 12     | 0      |        |
| ago. 2018             | Wolfsburg II          | RL                    | 3          | 0          |                 | -               | -               |                    | -                  | -                  |             | -           | -           | 3      | 0      |        |
| Totale Wolfsburg II   | Totale Wolfsburg II   | Totale Wolfsburg II   | 15         | 0          |                 | -               | -               |                    | -                  | -                  |             | -           | -           | 15     | 0      |        |
| 2017-2018             | Wolfsburg             | BL                    | 3          | 0          | CG              | 0               | 0               |                    | -                  | -                  |             | -           | -           | 3      | 0      |        |
| 2018-2019             | Greuther Fürth II     | RL                    | 6          | 1          |                 | -               | -               |                    | -                  | -                  |             | -           | -           | 6      | 1      |        |
| 2019-2020             | Greuther Fürth II     | RL                    | 1          | 0          |                 | -               | -               |                    | -                  | -                  |             | -           | -           | 1      | 0      |        |
| 2018-2019             | Greuther Fürth        | 2L                    | 22         | 0          | CG              | 0               | 0               |                    | -                  | -                  |             | -           | -           | 22     | 0      |        |
| 2019-2020             | Greuther Fürth        | 2L                    | 22         | 1          | CG              | 1               | 0               |                    | -                  | -                  |             | -           | -           | 23     | 1      |        |
| 2020-2021             | Greuther Fürth        | 2L                    | 23         | 1          | CG              | 2               | 0               |                    | -                  | -                  |             | -           | -           | 25     | 1      |        |
| Totale Greuther Fürth | Totale Greuther Fürth | Totale Greuther Fürth | 67         | 2          |                 | 3               | 0               |                    | -                  | -                  |             | -           | -           | 70     | 2      |        |
| 2021-2022             | Union Berlino         | BL                    | 24         | 0          | CG              | 4               | 0               | UECL               | 4                  | 0                  |             | -           | -           | 32     | 0      |        |
| 2022-2023             | Union Berlino         | BL                    | 16         | 1          | CG              | 2               | 0               | UEL                | 3                  | 0                  |             | -           | -           | 21     | 0      |        |
| Totale carriera       | Totale carriera       | Totale carriera       | 132        | 4          |                 | 9               | 0               |                    | 7                  | 0                  |             | -           | -           | 148    | 3      |        |

## Palmarès
- Campionato d'Europa Under-21: 1

Ungheria/Slovenia 2021